# Chevry-sous-le-Bignon
Chevry-sous-le-Bignon je francouzská obec v departementu Loiret v regionu Centre-Val de Loire. V roce 2011 zde žilo 230 obyvatel.

## Vývoj počtu obyvatel
Počet obyvatel